# Tripletes anotados en las Copas Mundiales de Fútbol

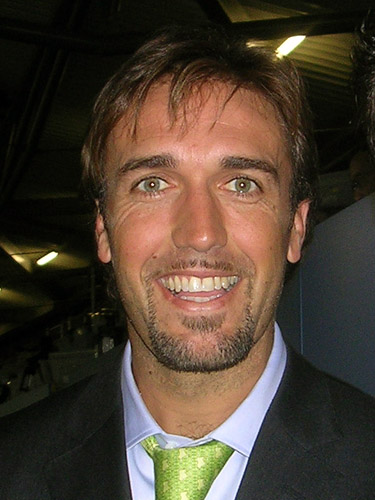
Gabriel Batistuta de Argentina, el único jugador en marcar un triplete en dos Copas Mundiales

Esta es una lista de todos los tripletes o hat-tricks anotados durante las Copas Mundiales de la FIFA, es decir, las ocasiones en las que un futbolista ha marcado tres o más goles en un solo partido de la Copa Mundial de Fútbol (sin incluir los partidos de clasificación de la Copa Mundial de la FIFA). Anotar un triplete en una Copa del Mundo es un evento relativamente raro: solo se han anotado 54 hat-tricks en más de 800 partidos durante las 22 ediciones del torneo de la Copa del Mundo. Como la FIFA es el órgano rector del fútbol, los tripletes oficiales solo se producen cuando la FIFA reconoce que al menos tres goles fueron anotados por el mismo jugador en un partido.
El primer triplete fue anotado por Bert Patenaude de los Estados Unidos jugando contra Paraguay en la Copa Mundial Uruguay 1930, mientras que el más reciente fue el de Kylian Mbappé de Francia, jugando contra Argentina en la Copa Mundial Catar 2022, el 18 de diciembre de 2022. El triplete de Mbappé es, además, el segundo triplete que se da en una final de Mundial a lo largo de la historia tras el de Geoff Hurst (selección inglesa) en la final de 1966, en la que vencieron por 4-2, así como el único triplete en una final de Mundial sin victoria para el equipo del anotador. También es la primera derrota de dicho modo de un equipo en cualquier partido del Mundial desde el de México 1986, cuando la URSS cae derrotada ante Bélgica con triplete del Balón de Oro ucraniano Igor Belanov.
La única Copa Mundial que no obtuvo al menos un hat-trick fue la Copa del Mundo Alemania 2006. El récord de tripletes anotados en un solo torneo de la Copa Mundial es de ocho, durante la Copa Mundial Suiza 1954.

## Listado
| Leyenda | Leyenda                      |
| ------- | ---------------------------- |
|         | El equipo del jugador ganó   |
|         | El equipo del jugador empató |
|         | El equipo del jugador perdió |

| #   | G. | Jugador                | Tiempo goles                | País             | Goles                   | Resultado           | Oponente            | Copa Mundial             | Etapa            | Fecha                   | Reportes FIFA                                                     |
| --- | -- | ---------------------- | --------------------------- | ---------------- | ----------------------- | ------------------- | ------------------- | ------------------------ | ---------------- | ----------------------- | ----------------------------------------------------------------- |
| 1.  | 3  | Bert Patenaude         | 10', 15', 50'               | Estados Unidos   | 1–0, 2–0, 3–0           | 3–0                 | Paraguay            | Uruguay 1930             | Fase de grupos   | 17 de julio de 1930     | Reporte                                                           |
| 2.  | 3  | Guillermo Stábile      | 8', 17', 80'                | Argentina        | 1–0, 3–0, 6–3           | 6–3                 | México              | Uruguay 1930             | Fase de grupos   | 19 de julio de 1930     | Reporte Archivado el 16 de octubre de 2017 en Wayback Machine.    |
| 3.  | 3  | Pedro Cea              | 18', 67', 72'               | Uruguay          | 1–1, 5–1, 6–1           | 6–1                 | Reino de Yugoslavia | Uruguay 1930             | Semifinales      | 27 de julio de 1930     | Reporte Archivado el 12 de noviembre de 2017 en Wayback Machine.  |
| 4.  | 3  | Angelo Schiavio        | 18', 29', 64'               | Italia           | 1–0, 3–0, 5–1           | 7–1                 | Estados Unidos      | Italia 1934              | Primera ronda    | 27 de mayo de 1934      | Reporte                                                           |
| 5.  | 3  | Edmund Conen           | 66', 70', 87'               | Alemania         | 3–2, 4–2, 5–2           | 5–2                 | Bélgica             | Italia 1934              | Primera ronda    | 27 de mayo de 1934      | Reporte Archivado el 18 de noviembre de 2017 en Wayback Machine.  |
| 6.  | 3  | Oldřich Nejedlý        | 19', 71', 80'               | Checoslovaquia   | 1–0, 2–1, 3–1           | 3–1                 | Alemania            | Italia 1934              | Semifinales      | 3 de junio de 1934      | Reporte Archivado el 10 de noviembre de 2017 en Wayback Machine.  |
| 7.  | 4  | Ernst Wilimowski       | 53', 59', 89', 118'         | Polonia          | 2–3, 3–3, 4–4, 5–6      | 5–6 (Suplementario) | Brasil              | Francia 1938             | Primera ronda    | 5 de junio de 1938      | Reporte Archivado el 7 de noviembre de 2017 en Wayback Machine.   |
| 8.  | 3  | Leônidas               | 18', 93', 104'              | Brasil           | 1–0, 5–4, 6–4           | 6–5 (Suplementario) | Polonia             | Francia 1938             | Primera ronda    | 5 de junio de 1938      | Reporte Archivado el 7 de noviembre de 2017 en Wayback Machine.   |
| 9.  | 3  | Gustav Wetterström     | 32', 37', 44'               | Suecia           | 2–0, 3–0, 4–0           | 8–0                 | Cuba                | Francia 1938             | Cuartos de final | 12 de junio de 1938     | Reporte Archivado el 13 de octubre de 2017 en Wayback Machine.    |
| 10. | 3  | Harry Andersson        | 9', 81', 89'                | Suecia           | 1–0, 6–0, 8–0           | 8–0                 | Cuba                | Francia 1938             | Cuartos de final | 12 de junio de 1938     | Reporte Archivado el 13 de octubre de 2017 en Wayback Machine.    |
| 11. | 3  | Óscar Míguez           | 14', 45', 56'               | Uruguay          | 1–0, 4–0, 5–0           | 8–0                 | Bolivia             | Brasil 1950              | Fase de grupos   | 2 de julio de 1950      | Reporte Archivado el 3 de agosto de 2017 en Wayback Machine.      |
| 12. | 4  | Ademir                 | 17', 36', 52', 58'          | Brasil           | 1–0, 2–0, 4–0, 5–0      | 7–1                 | Suecia              | Brasil 1950              | Fase final       | 9 de julio de 1950      | Reporte Archivado el 23 de noviembre de 2017 en Wayback Machine.  |
| 13. | 3  | Sándor Kocsis          | 24', 36', 50'               | Hungría          | 3–0, 4–0, 5–0           | 9–0                 | Corea del Sur       | Suiza 1954               | Fase de grupos   | 17 de junio de 1954     | Reporte Archivado el 9 de octubre de 2017 en Wayback Machine.     |
| 14. | 3  | Erich Probst           | 4', 21', 24'                | Austria          | 2–0, 3–0, 4–0           | 5–0                 | Checoslovaquia      | Suiza 1954               | Fase de grupos   | 19 de junio de 1954     | Reporte Archivado el 11 de noviembre de 2017 en Wayback Machine.  |
| 15. | 3  | Carlos Borges          | 17', 47', 57'               | Uruguay          | 1–0, 3–0, 5–0           | 7–0                 | Escocia             | Suiza 1954               | Fase de grupos   | 19 de junio de 1954     | Reporte Archivado el 11 de noviembre de 2017 en Wayback Machine.  |
| 16. | 4  | Sándor Kocsis (II)     | 3', 21', 67', 78'           | Hungría          | 1–0, 3–0, 6–1, 8–2      | 8–3                 | Alemania Federal    | Suiza 1954               | Fase de grupos   | 20 de junio de 1954     | Reporte Archivado el 10 de noviembre de 2017 en Wayback Machine.  |
| 17. | 3  | Burhan Sargın          | 37', 64', 70'               | Turquía          | 4–0, 5–0, 6–0           | 7–0                 | Corea del Sur       | Suiza 1954               | Fase de grupos   | 20 de junio de 1954     | Reporte Archivado el 11 de noviembre de 2017 en Wayback Machine.  |
| 18. | 3  | Max Morlock            | 30', 60', 77'               | Alemania Federal | 3–1, 4–1, 6–1           | 7–2                 | Turquía             | Suiza 1954               | Fase de grupos   | 23 de junio de 1954     | Reporte Archivado el 19 de octubre de 2017 en Wayback Machine.    |
| 19. | 3  | Theodor Wagner         | 25', 27', 53'               | Austria          | 1–3, 3–3, 6–4           | 7–5                 | Suiza               | Suiza 1954               | Cuartos de final | 26 de junio de 1954     | Reporte Archivado el 19 de octubre de 2017 en Wayback Machine.    |
| 20. | 3  | Josef Hügi             | 17', 19', 58'               | Suiza            | 2–0, 3–0, 5–6           | 5–7                 | Austria             | Suiza 1954               | Cuartos de final | 26 de junio de 1954     | Reporte Archivado el 19 de octubre de 2017 en Wayback Machine.    |
| 21. | 3  | Just Fontaine          | 24', 30', 67'               | Francia          | 1–1, 2–1, 5–3           | 7–3                 | Paraguay            | Suecia 1958              | Fase de grupos   | 8 de junio de 1958      | Reporte Archivado el 2 de octubre de 2017 en Wayback Machine.     |
| 22. | 3  | Pelé                   | 52', 64', 75'               | Brasil           | 3–1, 4–1, 5–1           | 5–2                 | Francia             | Suecia 1958              | Semifinales      | 24 de junio de 1958     | Reporte Archivado el 17 de octubre de 2017 en Wayback Machine.    |
| 23. | 4  | Just Fontaine (II)     | 16', 36', 78', 89'          | Francia          | 1–0, 3–1, 4–1, 6–3      | 6–3                 | Alemania Federal    | Suecia 1958              | Tercer puesto    | 28 de junio de 1958     | Reporte Archivado el 28 de octubre de 2017 en Wayback Machine.    |
| 24. | 3  | Flórián Albert         | 1', 6', 53'                 | Hungría          | 1–0, 2–0, 5–0           | 6–1                 | Bulgaria            | Chile 1962               | Fase de grupos   | 3 de junio de 1962      | Reporte Archivado el 22 de noviembre de 2017 en Wayback Machine.  |
| 25. | 4  | Eusébio                | 27', 43' (p), 56', 59' (p)  | Portugal         | 1–3, 2–3, 3–3, 4–3      | 5–3                 | Corea del Norte     | Inglaterra 1966          | Cuartos de final | 23 de julio de 1966     | Reporte Archivado el 5 de septiembre de 2015 en Wayback Machine.  |
| 26. | 3  | Geoff Hurst            | 18', 98', 120'              | Inglaterra       | 1–1, 3–2, 4–2           | 4–2 (Suplementario) | Alemania Federal    | Inglaterra 1966          | Final            | 30 de julio de 1966     | Reporte Archivado el 1 de diciembre de 2017 en Wayback Machine.   |
| 27. | 3  | Gerd Müller            | 27', 52' (p), 88'           | Alemania Federal | 2–1, 3–1, 5–1           | 5–2                 | 1967                | México 1970              | Fase de grupos   | 7 de junio de 1970      | Reporte Archivado el 31 de octubre de 2017 en Wayback Machine.    |
| 28. | 3  | Gerd Müller (II)       | 19', 26', 39'               | Alemania Federal | 1–0, 2–0, 3–0           | 3–1                 | Perú                | México 1970              | Fase de grupos   | 10 de junio de 1970     | Reporte Archivado el 31 de octubre de 2017 en Wayback Machine.    |
| 29. | 3  | Dušan Bajević          | 8', 30', 81'                | Yugoslavia       | 1–0, 5–0, 9–0           | 9–0                 | Zaire               | Alemania Occidental 1974 | Fase de grupos   | 18 de junio de 1974     | Reporte Archivado el 26 de febrero de 2019 en Wayback Machine.    |
| 30. | 3  | Andrzej Szarmach       | 30', 34', 50'               | Polonia          | 3–0, 5–0, 6–0           | 7–0                 | Haití               | Alemania Occidental 1974 | Fase de grupos   | 19 de junio de 1974     | Reporte Archivado el 23 de octubre de 2017 en Wayback Machine.    |
| 31. | 3  | Rob Rensenbrink        | 40' (p), 62', 79' (p)       | Países Bajos     | 1–0, 2–0, 3–0           | 3–0                 | Irán                | Argentina 1978           | Fase de grupos   | 3 de junio de 1978      | Reporte Archivado el 16 de octubre de 2017 en Wayback Machine.    |
| 32. | 3  | Teófilo Cubillas       | 36' (p), 39' (p), 79'       | Perú             | 2–0, 3–0, 4–1           | 4–1                 | Irán                | Argentina 1978           | Fase de grupos   | 11 de junio de 1978     | Reporte Archivado el 7 de noviembre de 2017 en Wayback Machine.   |
| 33. | 3  | László Kiss            | 69', 72', 76'               | Hungría          | 6–1, 8–1, 9–1           | 10–1                | El Salvador         | España 1982              | Primera fase     | 15 de junio de 1982     | Reporte Archivado el 15 de abril de 2015 en Wayback Machine.      |
| 34. | 3  | Karl-Heinz Rummenigge  | 9', 57', 66'                | Alemania Federal | 1–0, 2–0, 3–0           | 4–1                 | Chile               | España 1982              | Primera fase     | 20 de junio de 1982     | Reporte Archivado el 20 de octubre de 2017 en Wayback Machine.    |
| 35. | 3  | Zbigniew Boniek        | 4', 26', 53'                | Polonia          | 1–0, 2–0, 3–0           | 3–0                 | Bélgica             | España 1982              | Segunda fase     | 28 de junio de 1982     | Reporte Archivado el 29 de octubre de 2017 en Wayback Machine.    |
| 36. | 3  | Paolo Rossi            | 5', 25', 74'                | Italia           | 1–0, 2–1, 3–2           | 3–2                 | Brasil              | España 1982              | Segunda fase     | 5 de julio de 1982      | Reporte Archivado el 24 de octubre de 2017 en Wayback Machine.    |
| 37. | 3  | Preben Elkjær          | 11', 67', 80'               | Dinamarca        | 1–0, 4–1, 5–1           | 6–1                 | Uruguay             | México 1986              | Primera fase     | 8 de junio de 1986      | Reporte Archivado el 24 de julio de 2017 en Wayback Machine.      |
| 38. | 3  | Gary Lineker           | 9', 14', 34'                | Inglaterra       | 1–0, 2–0, 3–0           | 3–0                 | Polonia             | México 1986              | Primera fase     | 11 de junio de 1986     | Reporte Archivado el 14 de febrero de 2015 en Wayback Machine.    |
| 39. | 3  | Igor Belanov           | 27', 70', 111' (p)          | Unión Soviética  | 1–0, 2–1, 3–4           | 3–4 (Suplementario) | Bélgica             | México 1986              | Segunda fase     | 15 de junio de 1986     | Reporte Archivado el 19 de octubre de 2017 en Wayback Machine.    |
| 40. | 4  | Emilio Butragueño      | 43', 56', 80', 88' (p)      | España           | 1–1, 2–1, 4–1, 5–1      | 5–1                 | Dinamarca           | México 1986              | Segunda fase     | 18 de junio de 1986     | Reporte Archivado el 29 de diciembre de 2017 en Wayback Machine.  |
| 41. | 3  | Míchel González        | 22', 61', 81'               | España           | 1–0, 2–1, 3–1           | 3–1                 | Corea del Sur       | Italia 1990              | Primera Fase     | 17 de junio de 1990     | Reporte Archivado el 26 de septiembre de 2017 en Wayback Machine. |
| 42. | 3  | Tomáš Skuhravý         | 12', 63', 82'               | Checoslovaquia   | 1–0, 2–1, 4–1           | 4–1                 | Costa Rica          | Italia 1990              | Segunda fase     | 23 de junio de 1990     | Reporte Archivado el 14 de noviembre de 2017 en Wayback Machine.  |
| 43. | 3  | Gabriel Batistuta      | 2', 44', 89' (p)            | Argentina        | 1–0, 2–0, 4–0           | 4–0                 | Grecia              | Estados Unidos 1994      | Primera fase     | 21 de junio de 1994     | Reporte Archivado el 26 de octubre de 2017 en Wayback Machine.    |
| 44. | 5  | Oleg Salenko           | 14', 41', 44' (p), 72', 75' | Rusia            | 1–0, 2–0, 3–0, 4–1, 5–1 | 6–1                 | Camerún             | Estados Unidos 1994      | Primera fase     | 28 de junio de 1994     | Reporte Archivado el 15 de marzo de 2018 en Wayback Machine.      |
| 45. | 3  | Gabriel Batistuta (II) | 73', 78', 83' (p)           | Argentina        | 3–0, 4–0, 5–0           | 5–0                 | Jamaica             | Francia 1998             | Primera fase     | 21 de junio de 1998     | Reporte Archivado el 16 de octubre de 2017 en Wayback Machine.    |
| 46. | 3  | Miroslav Klose         | 20', 25', 70'               | Alemania         | 1–0, 2–0, 5–0           | 8–0                 | Arabia Saudita      | Corea Japón 2002         | Primera fase     | 1 de junio de 2002      | Reporte Archivado el 28 de octubre de 2017 en Wayback Machine.    |
| 47. | 3  | Pauleta                | 14', 65', 77'               | Portugal         | 1–0, 2–0, 3–0           | 4–0                 | Polonia             | Corea Japón 2002         | Primera fase     | 10 de junio de 2002     | Reporte Archivado el 22 de mayo de 2015 en Wayback Machine.       |
| 48. | 3  | Gonzalo Higuaín        | 33', 76', 80'               | Argentina        | 2–0, 3–1, 4–1           | 4–1                 | Corea del Sur       | Sudáfrica 2010           | Primera fase     | 17 de junio de 2010     | Reporte Archivado el 15 de mayo de 2010 en Wayback Machine.       |
| 49. | 3  | Thomas Müller          | 12' (p), 45', 78'           | Alemania         | 1–0, 3–0, 4–0           | 4–0                 | Portugal            | Brasil 2014              | Fase de grupos   | 16 de junio de 2014     | Reporte Archivado el 30 de noviembre de 2016 en Wayback Machine.  |
| 50. | 3  | Xherdan Shaqiri        | 6', 31', 71'                | Suiza            | 1–0, 2–0, 3–0           | 3–0                 | Honduras            | Brasil 2014              | Fase de grupos   | 25 de junio de 2014     | Reporte Archivado el 24 de junio de 2014 en Wayback Machine.      |
| 51. | 3  | Cristiano Ronaldo      | 4' (p), 44', 88'            | Portugal         | 1–0, 2–1, 3–3           | 3–3                 | España              | Rusia 2018               | Fase de grupos   | 15 de junio de 2018     | Reporte Archivado el 24 de junio de 2018 en Wayback Machine.      |
| 52. | 3  | Harry Kane             | 22' (p), 45+1' (p), 62'     | Inglaterra       | 2–0, 5–0, 6–0           | 6–1                 | Panamá              | Rusia 2018               | Fase de grupos   | 24 de junio de 2018     | Reporte Archivado el 5 de julio de 2018 en Wayback Machine.       |
| 53. | 3  | Gonçalo Ramos          | 17', 51', '67               | Portugal         | 1-0, 3-0, 5-1           | 6-1                 | Suiza               | Catar 2022               | Segunda fase     | 6 de diciembre de 2022  | Reporte                                                           |
| 54. | 3  | Kylian Mbappé          | 80'(p), 81', '118 (p)       | Francia          | 2-1, 2-2, 3-3           | 3-3 (2-4 pen.)      | Argentina           | Catar 2022               | Final            | 18 de diciembre de 2022 | Reporte                                                           |